# Hovmöllerdiagram

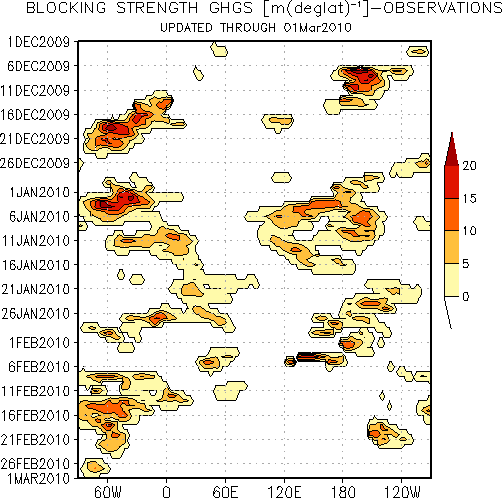

Een Hovmöllerdiagram is een veel gebruikte manier voor het weergeven van meteorologische gegevens met betrekking tot golfbewegingen. 
Op de assen van een Hovmöllerdiagram geeft men coördinaten aan op de x-as en tijd op de y-as, waarbij de waarde behorende bij die coördinaten wordt weergegeven in een kleur of arcering.
Hovmöllerschema's worden ook gebruikt om de ontwikkeling van verticale profielen van scalaire grootheden te weer te geven zoals temperatuur, dichtheid of concentraties van bestanddelen in de atmosfeer of oceaan. In dat geval wordt tijd uitgezet langs de x-as en de verticale positie (diepte, hoogte, druk) langs de y-as.
Het diagram werd bedacht door Ernest Aabo Hovmöller (1912-2008), een Deens meteoroloog.
In bijgaand plaatje gebruiken we de blocking index van Tibaldi en Molteni (1990), aangepast volgens die van Lejenas en Okland (1983). De index is plaatselijk en direct, ideaal voor het real-time monitoren van de atmosfeer, met afzondering van regio's met oostelijke stroming met 500 hPa gekoppeld met high-latitude blocks.